# آلدیو
آلِدیو (به مجاری:  Algyő) یک منطقهٔ مسکونی در مجارستان است.